# Хиль, Эдуард Анатольевич
Эдуа́рд Анато́льевич Хиль (4 сентября 1934, Смоленск, Западная область, СССР — 4 июня 2012, Санкт-Петербург, Россия) — советский и российский эстрадный певец, музыкальный педагог; народный артист РСФСР (1974), лауреат премии Ленинского комсомола (1976) и премии «Золотой граммофон» (2011).
Стал известен в Интернете как «Мистер Трололо» (англ. Mr. Trololo) после публикации на YouTube вокализа А. И. Островского «Я очень рад, ведь я наконец возвращаюсь домой» (1966, видеозапись 1976).

## Биография

### Детство и учёба
Согласно распространённым данным, Эдуард Хиль родился 4 сентября 1934 года в Смоленске, однако по словам самого Хиля, он родился в 1933 году, но во время эвакуации документы были утеряны и при оформлении новых документов был поставлен год рождения 1934.
Родился в семье механика Анатолия Васильевича Хиля (1911—1990) и бухгалтера Елены Павловны Калугиной. Со стороны отца у Эдуарда Хиля были дед Василий Нилович Хиль (возглавлял церковный хор, был репрессирован) и бабушка Федора Хиль (домохозяйка). Со стороны матери у него были дед Павел Трофимович Калугин (участник строительства Беломорканала) и бабушка Александра Фоминична Калугина (железнодорожный билетный кассир).
Точное происхождение фамилии предков Хиля по мужской линии неизвестно. Сам он, со слов неназванного профессора, выдвинул две версии: от праславянского хиль — холм; или от испанского имени Хиль.
Детство Эдуарда Хиля, которое пришлось на Великую Отечественную войну, было тяжёлым. Когда нацистская Германия напала на Советский Союз, Эдуард Хиль вместе с матерью и отчимом (родители на тот момент уже развелись) жил в Смоленске. Хиль вместе с другими детьми эвакуировался за полтора часа до того, как город был захвачен немцами. Попал в детский дом посёлка Раевский под Уфой.
С родителями воссоединился в 1943 году, когда Смоленск освободили от немецкой оккупации. Когда мать отыскала его, он сильно недоедал, был в состоянии глубокой дистрофии и не мог самостоятельно ходить. Мать вылечила его, но позже Хиль пережил послевоенный голод. Будучи подростком, много курил, но бросил в 18 лет, когда начал заниматься вокалом.
В 1949 году Эдуард Хиль послал своему дяде в Ленинград несколько своих рисунков. Он показал их знакомому художнику, и тот сказал, что у мальчика есть способности, поэтому Эдуарду было предложено поехать в Ленинград поступать в Мухинское училище. Но когда Эдуард приехал, то обнаружил, что в училище надо будет проучиться семь лет, что в планы Эдуарда не входило, так как он собирался жить в период обучения в квартире дяди, но у того была большая семья и Эдуард не хотел стеснять их на целых семь лет. В итоге он поступил в Ленинградский полиграфический техникум, так как там продолжительность обучения была меньше. Параллельно он занимался в оперной студии Дворца культуры им. Кирова, работал мастером на фабрике офсетной печати и учился в вечерней школе музыкального образования.
В 1960 году окончил Ленинградскую консерваторию (класс пения Евгения Ольховского и Зои Лодий) и начал выступать как солист Ленконцерта.
Обучался у режиссёров Эмиля Пасынкова и Алексея Киреева.

### Творческий путь в СССР
По окончании консерватории продолжились выступления в спектаклях Оперной студии консерватории, состоялись и первые концерты с классическим и камерным репертуаром из произведений Чайковского, Римского-Корсакова, Шостаковича, Верди, Бизе, Пуччини, Гуно, Шуберта, Бетховена, Мусоргского.
Хиль пел Фигаро в «Свадьбе Фигаро» Моцарта и в «Севильском цирюльнике» Россини, Януша из «Гальки» Монюшко, ведущие партии в «Евгении Онегине» и «Пиковой даме», графа Эльфора в «Чёрном домино» Обера. За исполнение последней партии стал лауреатом фестиваля «Белые ночи».
В 1962 году впервые выступил с эстрадным репертуаром на сцене ЦДРИ в Москве. В том же году стал участником Второго всероссийского конкурса эстрадной песни, в Ленинград Хиль вернулся лауреатом этого конкурса. Песню «О друге», с этого конкурса, стали исполнять на радио и по телевидению ещё до выхода фильма на экраны. Вслед за песней популярность пришла и к её исполнителю.
В 1963 году вышла первая грампластинка Хиля.
В 1965 году принял участие в Фестивале советской песни, собравшем лучших её исполнителей, включая Клавдию Шульженко и Леонида Утёсова. В апреле 1965 года состоялся концерт Эдуарда Хиля в Ульяновске в день открытия «Ленинградской музыкальной весны».
Для Хиля писал песни композитор Аркадий Островский. Хиль исполнял его романтический «Лунный камень» на слова поэтессы Инны Кашежевой и характерную «земную» — «Море, море» на слова поэтов Игоря Шаферана и Михаила Танича, и другие.
С 1965 года выступал в сопровождении инструментального квартета «Камертон» под руководством пианиста Юрия Рейтмана. Часто выступал на сцене в доме отдыха «Петродворец». Хиль активно выступал за рубежом: Европа, Северная и Южная Америка, Африка (Египет), Австралия и Новая Зеландия, Япония, Филиппины; ему аплодировали Польша, Болгария, Венгрия, Румыния, Колумбия, Бразилия, Чили…
В 1966 году Хиль на международном конкурсе «Золотой петух» в Бразилии принёс песне Андрея Петрова «А люди уходят в море» четвёртую премию.
В 1967 году впервые исполнил на прослушивании перед записью на «Голубом огоньке» свой шлягер «Зима» (Э. Ханок — С. Островой), официально записал его только в 1970 году.
В 1969 году возглавил жюри песенного конкурса, на котором впервые заявили о себе и стали лауреатами молодой певец Лев Лещенко и белорусский ВИА «Песняры».
В апреле 1969 года был ведущим второго отделения VII музыкального фестиваля посвящённого дню рождения В. И. Ленина который прошёл в городе Казань.
На Всесоюзной фирме грамзаписи «Мелодия» вышел первый диск-гигант. Эдуард Хиль записал детские песни-сказки. Участвовал в телевизионных «Голубых огоньках».
В 1971 году исполнил песни «Семёновна» (Е. Барыбин — Ю. Погорельский) и «Будет жить любовь на свете» (В. Дмитриев — А. Ольгин), немного позднее — «Счастливый день» (В. Дмитриев — М. Рябинин). С этого года Хиль почти каждый год участвовал в телевизионных музыкальных фестивалях «Песня года».
В сентябре 1973 года состоялся концерт Эдуарда Хиля в рамках фестиваля «Мастера искусств — Верхневолжью» организованный Калининской филармонией.
В 1973 году был снят фильм — концерт Эдуарда Хиля «С любовью вместе».
В 1975 году стал лауреатом премии Ленинского комсомола. На фирме «Мелодия» вышел очередной диск-гигант. Хиль пел в дуэте со многими ленинградскими певицами, такими, как Мария Пахоменко, Таисия Калинченко, Людмила Сенчина, а также с Марией Лукач, Майей Кристалинской, Аллой Пугачёвой, Валентиной Толкуновой и другими. «Мелодия» выпустила его совместный диск-гигант с Марией Пахоменко.
В 1987—1989 годах преподавал сольное пение в ЛГИТМиКе. Среди его учеников Олег Погудин и Евгений Дятлов.
В начале 1980-х годов Хиль стал создателем и ведущим программы «У камина» на Ленинградском телевидении, посвящённой истории классического русского романса. В передаче Хиль пел сам, также по его приглашениям выступали как студенты консерватории, так и профессиональные исполнители.

### Постсоветский период

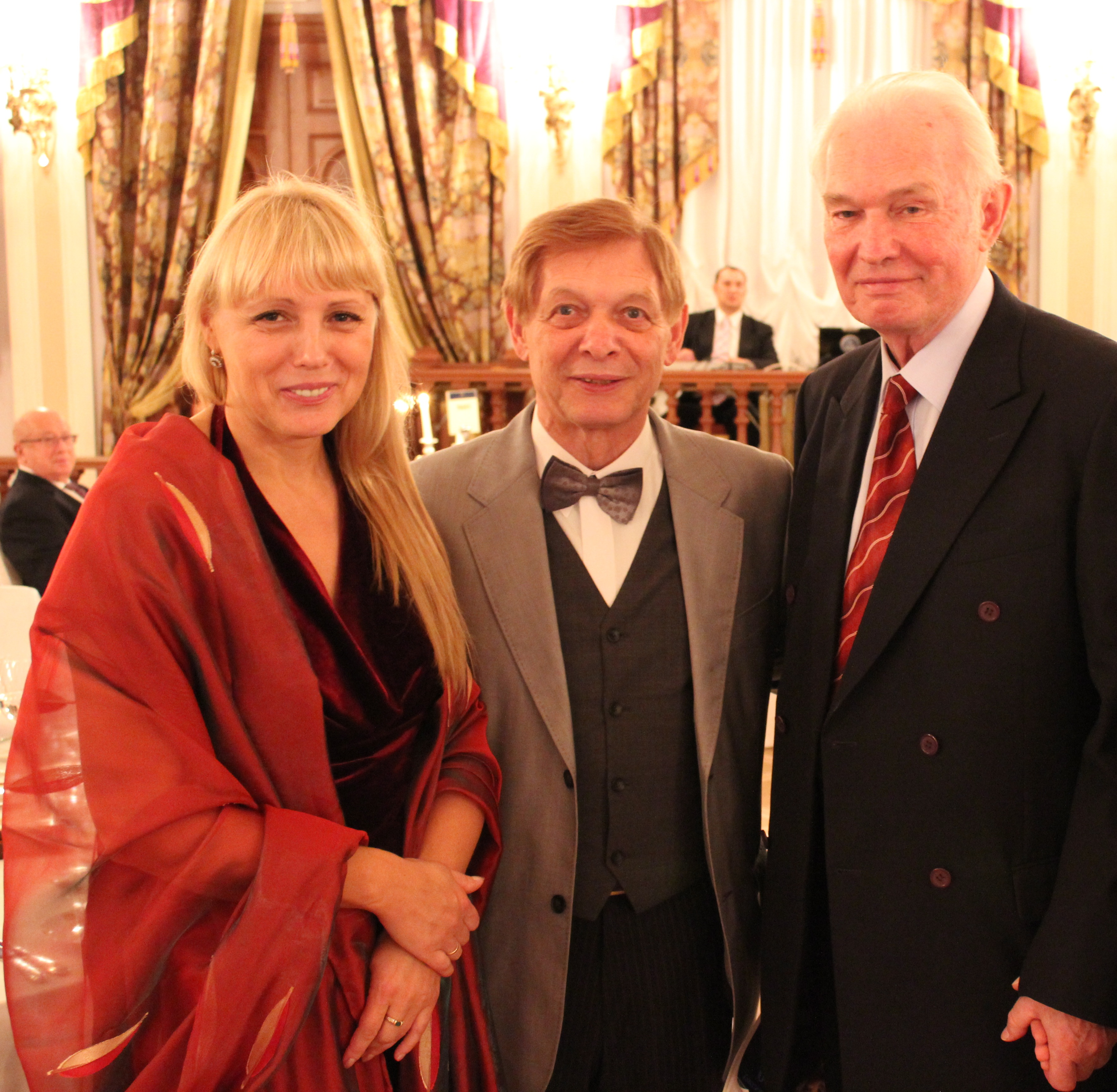
Эдуард Хиль на церемонии вручения литературной премии «Александр Невский», 12 сентября 2011 года

С конца 1980-х, когда в условиях Перестройки Ленконцерт переживал кризис, певец, будучи вынужден искать «свободного заработка», периодически выезжал для выступлений в европейские страны и США. Внимание публики привлекли выступления Хиля в парижском кабаре «Распутин», на его выступления специально приходили Шарль Азнавур, Мирей Матьё, Жильбер Беко.
С 1980 года до смерти, более 32 лет, Эдуард Хиль жил в Ленинграде в Толстовском доме на улице Рубинштейна. Впоследствии приобрёл небольшой участок земли в деревне Малая Удрая Батецкого района Новгородской области. Построил двухэтажный домик, в который приезжал с друзьями на лето. Когда его редко приглашали на концерты, жил там подолгу. Был почётным гражданином поселка Батецкий, часто бесплатно выступал для его жителей и дарил им диски.
К трёхсотлетию Петербурга Эдуард Хиль подготовил и исполнил «Гимн городу» (музыка Р. Глиэра и стихи Э. Хиля). Также был выпущен компакт-диск с двенадцатью песнями, написанными Д. Э. Хилем и поэтами С. Салтыковым, Э. Кузнецовым, И. Авраменко, О. Чупровым.
В 1993 и 1994 годах состоялись концерты Эдуарда Хиля в Москве в ГЦКЗ «Россия».

В 1996 году Хиль представил проект «Хиль и сыновья», созданный благодаря идее его сына Дмитрия, музыканта, композитора и аранжировщика. В сотрудничестве с ансамблем «Препинаки» Хиль представил в современной аранжировке ряд популярных в 1960—1970 годы песен. К этому периоду относится его концертная программа «Папа, дедушка и я — музыкальная семья». В конце 1990-х годов во время концертной поездки на автобусе в Финляндию познакомился с петербургской поэтессой Валентиной Сергеевой, и пополнил репертуар двенадцатью песнями на её стихи. Первой была «Мы — пионеры космической эры» на музыку композитора Виктора Плешака. На премьере песни в зале сидели космонавты, члены Федерации космонавтики. 
«Космос и всё, что с ним связано, было дорого Хилю, — рассказывала Валентина Сергеева. — И сам он был скромным человеком, но личностью космического масштаба».
Валентина Георгиевна подружилась с семьёй Хиль, часто приглашала их к себе на дачу на Вуоксу. «Помню, мой муж показал Эдуарду Анатольевичу, как управлять катером, — вспоминает поэтесса. — И Хиль мгновенно научился! Они вместе с внуком Эдиком рулили». Песню «Я капитаном стать хочу» Валентина Сергеева написала для двух Хилей — самого Хиля и его сына Дмитрия, а для всех троих — песню «Музыкальная семья», музыку сочинил Дмитрий Хиль, как и несколько других песен на её стихи. Одна из них называлась «Последняя любовь». Смысл в том, что пока жив человек — жива и способность любить.
В 1996 году Эдуард Хиль принял участие в концерте «Золотой шлягер — 96» в Могилёве в Белоруссии с песней «Плясала женщина».
В 2004 году в Санкт-Петербургском театре музыкальной комедии прошёл концерт, посвящённый 70-летию Хиля.
В 2009 году один из выпусков авторской программы Олега Нестерова «По волне моей памяти» (Канал «Время» — Первый канал. Всемирная сеть) был посвящён Эдуарду Хилю.

В 2010 году Хиль пережил очередной всплеск популярности. В Интернете большой интерес вызвал видеоклип Хиля на вокализ А. Островского «Я очень рад, ведь я наконец возвращаюсь домой», Хиль стал известен широким массам американских слушателей, назвавших вокализ «Trololo». «Древний» киноролик (скорее всего, это фрагмент киноплёнки, снятой на гастролях в Швеции в 1976 году) стал настолько популярным, что вошёл в американскую поп-культуру (например, он используется в одной из серий мультсериала «Гриффины») и породил множество пародий, таких, как исполненная в день получения «Оскара» известным киноактёром Кристофом Вальцем. Сам певец, узнав о популярности мелодии, предложил сочинять на неё слова, с каждого по куплету, на любом языке.
Благодаря отсутствию слов в песне, я мог исполнять её на всех языках. Приезжая в Германию, я говорил публике, что спою песню на немецком языке. Люди думали, что это действительно так. Ждали, когда закончатся эти бесконечные «ля-ля-ля» в первом куплете, потом — во втором, а на третьем куплете — начинали смеяться. В Голландии я говорил, что спою эту песню на голландском языке и так далее. И этот самый клип, который попал в Интернет, как раз был записан в Швеции. И тот самый костюм, в котором я исполняю хит, я купил в Швеции.
Поступали предложения совершить мировое турне.
После нового витка популярности в 2010 году дал сольный концерт в клубе «16 тонн». Участвовал в концертах вплоть до своей болезни в апреле 2012 года.

### Смерть и похороны

Могила Эдуарда Хиля на Смоленском кладбище Санкт-Петербурга

8 апреля 2012 года Эдуард Хиль пришёл в парикмахерскую и, запрокинув голову назад в раковине для мытья головы, впал в кому и был госпитализирован с тяжёлым нарушением мозгового кровообращения в Мариинскую больницу, где у него диагностировали стволовой инсульт. 28 мая его перевели в отделение анестезиологии-реанимации НИИ имени Поленова, где он скончался в 01:35 4 июня на 78-м году жизни.
Похоронен 7 июня 2012 года на Смоленском кладбище Санкт-Петербурга.

## Семья
Отец — Анатолий Васильевич Хиль (1911—1990) — механик.
Мать — Елена Павловна Калугина — бухгалтер.
Жена — Зоя Александровна Хиль (Правдина; 1931—2024), балерина.
Сын Дмитрий (род. 2 июня 1963). Окончил с отличием Хоровое училище имени М. И. Глинки при Государственной академической капелле, выступал в концертных залах, на радио и телевидении. Работал музыкальным руководителем в Театре Буфф. Сотрудничал с группой «Русский Размер». Сочинил ряд песен и романсов. Особый успех получил диск из 12 песен, посвященных 300-летию Санкт-Петербурга. К 60-летию Победы был записан и ещё один диск: «Была война…». Пишет песни, среди них: «Город Достоевского», «Невский», «Осень в Петербурге», «Фонтанка», «Петроград, Ленинград, Петербург».
Внук Эдуард (род. 1997). Вместе с отцом и дедом выступал в программе «Папа, дедушка и я — музыкальная семья». Учился в Хоровом училище имени М. И. Глинки при Государственной академической капелле, после окончил институт культуры. Выступает с песнями деда.

## Дискография

### Грампластинки

#### Синглы на 78 об/мин
- 1963 — Мужской разговор/ Сибирячка («Аккорд», 0040143-44)
- 1965 — Сны/ Журавлёнок («Мелодия», 43629-30)
- 1965 — На безымянной высоте/ Романтика («Мелодия», 43883-4)
- 1965 — От затемненного вокзала/ Нелетная погода («Мелодия», 44061-2)
- 1965 — Лапушка/ Ходит песенка по кругу («Мелодия», 44133-4)
- 1965 — Скажи, товарищ/ Я, двадцатый век («Мелодия», 44265-6)
- 1965 — Раздумье/ Опять плывут куда-то корабли («Мелодия», 44389-90)
- 1965 — Человек за рулем/ Не волнуйся, мама («Мелодия», 44521-2)
- 1966 — Еду на фестиваль/ Эту белую ночь вспоминая («Мелодия», 45043-44)
- 1966 — Студенческая песня, из оперетты «Жили три студента» / Песня об американском парне («Мелодия», 0045095-96)
- 1966 — Обелиски/ За Советскую власть («Мелодия», 45135-6)
- 1966 — Что у вас, ребята, в рюкзаках/ Если ты со свидания вернулся («Мелодия», 0045145-6)
- 1966 — Обнимая небо/ Лунный свет («Мелодия», 45391-92)
- 1966 — Человек из дома вышел/ Это было недавно («Мелодия», 45655-6)
- 1966 — Море стало строже/ На взлет («Мелодия», 45783-4)
- 1967 — Письма/ В чужом городе («Мелодия», 46517-18)
- 1967 — Уходят капитаны/ Лунный камень («Мелодия», 46519-20)
- 1967 — Между мной и тобой/ Земля людей («Мелодия», 47041-42)
- 1968 — Четыре стороны света/ Идут корабли («Мелодия», 47343-4)
- 1968 — Так уж бывает/ Дожди («Мелодия», 47365-66)
- 1968 — Огонь Прометея/ Не было печали («Мелодия», 47367-8)
- 1968 — Звёздная баллада («Мелодия», 47615)

#### Миньоны
- 1963 — Эдуард Хиль («Мелодия», Д 00012429-30)
- 1965 — Эдуард Хиль («Мелодия», Д 00015957-8)
- 1966 — Песни Юрия Зарицкого («Мелодия», Д 00017297-8)
- 1966 — Эдуард Хиль («Мелодия», Д-00017939)
- 1967 — Эдуард Хиль поёт песни Аркадия Островского («Мелодия», Д 00019325-6)
- 1967 — Эдуард Хиль поёт песни Оскара Фельцмана («Мелодия», ГД 000745-6)
- 1968 — Эдуард Хиль («Мелодия», Д 00021499-500)
- 1968 — Песни Георгия Свиридова исполняет Эдуард Хиль («Мелодия», Д 00023327-8)
- 1968 — Поёт Эдуард Хиль («Мелодия», ГД-0001001-2)
- 1968 — Эдуард Хиль («Мелодия», ГД-0001109-10)
- 1970 — Эдуард Хиль («Мелодия», Д 00027881-2)
- 1971 — Эдуард Хиль поёт песни Беранже («Мелодия», Д 00030107-8)
- 1971 — Эдуард Хиль («Мелодия», Д 00030271-2)
- 1971 — Эдуард Хиль («Мелодия», Д 00030755-6)
- 1973 — Эдуард Хиль поёт песни В. Баснера на стихи М. Матусовского («Мелодия», Д 00033749-50)
- 1975 — Большой привет большому БАМу («Мелодия», М62-37493-4)
- 1975 — Эдуард Хиль («Мелодия», М62-37693-4)
- 1975 — Эдуард Хиль («Мелодия», М62-38073-4)
- 1983 — Пора любви («Мелодия», С62 19381 006)

#### Синглы
- 1971 — Что такое счастье («Мелодия», 33ИД 30187)
- 1971 — Зима («Мелодия», 33ИД 30188)
- 1973 — Счастливый день («Мелодия», 33ИД 33709)
- 1974 — Ну, погоди («Мелодия», 33ИД 35572)
- 1975 — Есть на свете любовь («Мелодия», 33ИД 37706)
- 1975 — Середина лета («Мелодия», 33ИД 37971)
- 1975 — Песня Левши («Мелодия», 33ИД 37972)
- 1976 — Всё в порядке («Мелодия», 33ИД 38717)
- 1976 — Встреча с юностью («Мелодия», 33ИД 38825)
- 1977 — Камушки («Мелодия», 33ИД 39895)
- 1977 — Такое чудо («Мелодия», 33ИД 39897)
- 1981 — Голубые снега («Мелодия», 33ИД 43750)

#### Долгоиграющие пластинки
- 1968 — Песни Андрея Петрова поёт Эдуард Хиль («Мелодия», Д 22059-60)
- 1969 — Эдуард Хиль («Мелодия», С 01733—4)
- 1975 — Эдуард Хиль («Мелодия», С60—06213-14)
- 1979 — Песнь о Первой конной (Оратория-баллада) («Мелодия», С60-12185-86)
- 1983 — Пора любви («Мелодия», С60 19629 007)
- 1986 — В любое время года («Мелодия», С60 23689 001)

### Компакт-диски
- 1995 — Пора любви («NEVA INT», 3476)
- 1998 — Ходит песенка по кругу — магнитоальбом
- 2001 — Это было недавно, это было давно («Парк Звёзд», CD-14-1)
- 2001 — Песни наших отцов
- 2001 — Лучшее («CD Land Records», CDLREC 012)
- 2002 — Военные песни
- 2002 — Остаюсь ленинградцем! («Парк-Рекордз», PR-07-1)
- 2002 — Город белых ночей
- 2003 — Grand Collection («Квадро-Диск», GCR100)
- 2005 — Была война («KDK Records», KDK00309)
- 2005 — Великие исполнители России XX века
- 2008 — Берёзовый сок. Песни Вениамина Баснера («Бомба Мьюзик», BoMB 033—490)
- 2008 — Счастливый день. Песни ленинградских композиторов («Бомба Мьюзик», BoMB 033—495)
- 2008 — Зовут нас звёзды. Песни Виктора Плешака («Бомба Мьюзик», BoMB 033—491)
- 2008 — Я шагаю по Москве. Песни Андрея Петрова («Бомба Мьюзик», BoMB 033—488)
- 2008 — Человек из дома вышел. Песни Станислава Пожлакова («Бомба Мьюзик», BoMB 033—494)
- 2008 — Баллада о двух сердцах. Песни Якова Дубравина («Бомба Мьюзик», BoMB 033—493)
- 2008 — Белые ночи. Песни Георгия Портнова («Бомба Мьюзик», BoMB 033—492)
- 2008 — Императорский вальс. Песни Валерия Гаврилина («Бомба Мьюзик», BoMB 033—489)
- 2008 — Эдуард Хиль. Золотая коллекция ретро («Бомба Мьюзик», BoMB 033—442/443)
- 2012 — Будет жить любовь на свете («Мелодия», MEL CD 60 02028)
- 2012 — Лучшие песни («Digital Records»)
- 2017 — Песни Матвея Блантера на стихи Константина Симонова («Мелодия», MEL CO 0303)

## Песни
Эдуард Хиль — первый исполнитель песен «Лесорубы» и «Лунный камень» Аркадия Островского, «Песня о друге», «Голубые города», «А люди уходят в море» Андрея Петрова.

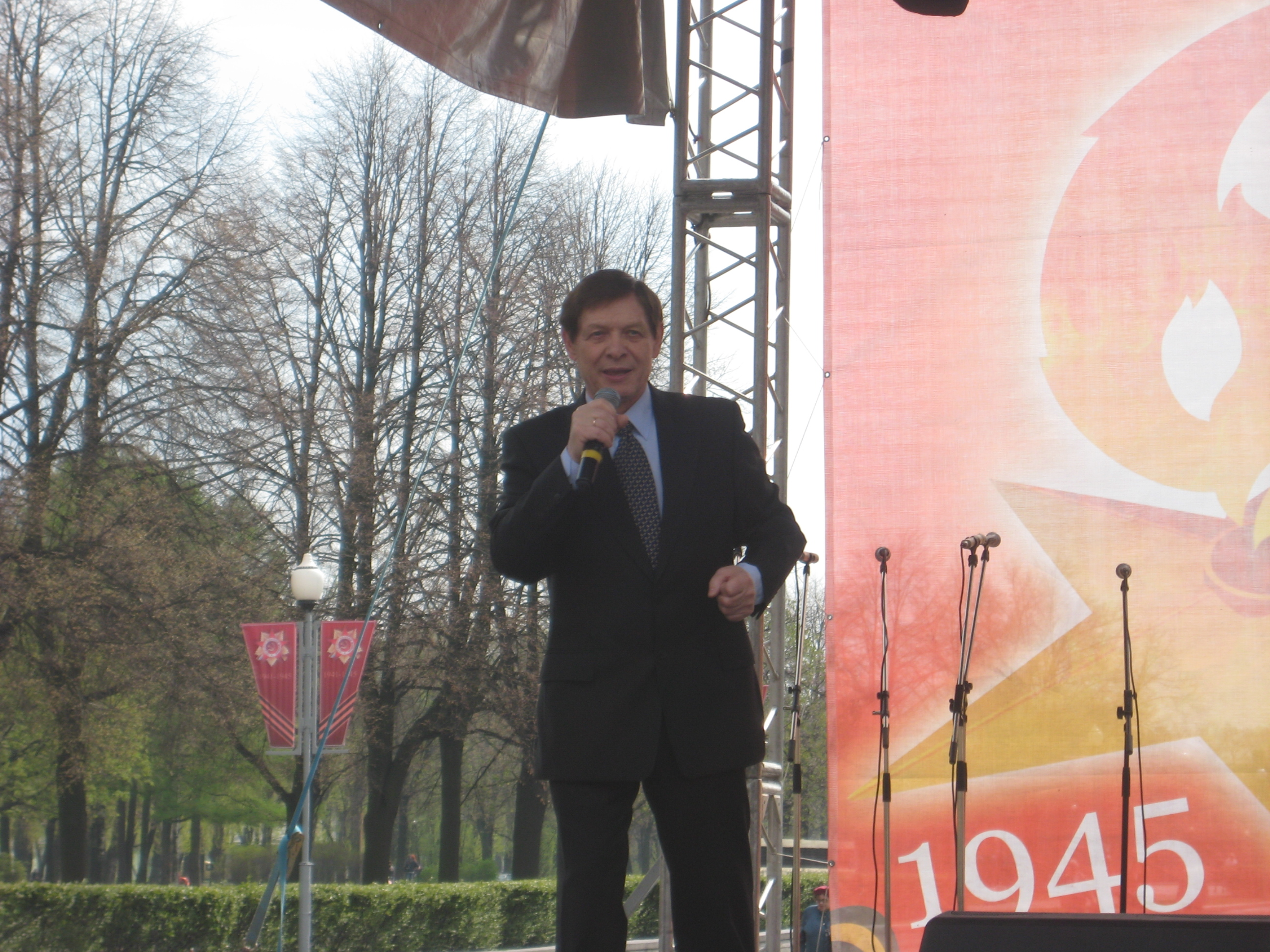
Выступление на концерте в честь Дня Победы, 9 мая 2010 года, Санкт-Петербург

Эдуард Хиль исполнял такие популярные песни, как:
- «Зима»,
- «С чего начинается Родина»,
- «Как провожают пароходы»,
- «Я шагаю по Москве»,
- «Трус не играет в хоккей»,
- «Голубые города»,
- «Два брата»,
- «Как хорошо быть генералом»,
- «Берёзовый сок»,
- «Письмо из сорок пятого»,
- «Солнечная баллада»,
- «Ходит песенка по кругу»,
- «Как, скажи, тебя зовут?»,
- «На безымянной высоте»,
- «Серёжка ольховая»,
- «Лесорубы»,
- «Хозяюшка»,
- «Круги на воде»,
- «Зовут нас звезды»,
- «Счастливый день»,
- «За фабричной заставой»,
- «Сормовская лирическая»,
- «Будет жить любовь на свете»,
- «Аты-баты, шли солдаты»,
- «А цыган идёт»,
- «Мамины глаза»,
- «Семёновна»,
- «Люблю»,
- «Горько»,
- «Гаснут на песке волны без следа»,
- «Середина лета»,
- «Нежданная любовь»,
- «Случайность»,
- «Огромное небо»,
- «И всё таки море»[23][нет в источнике].

Песня Валентины Сергеевой «Шесть соток» в исполнении Хиля стала официальным гимном Союза садоводов России[значимость факта?].
Хиль — первый исполнитель вокального цикла Валерия Гаврилина «Военные письма»[значимость факта?].
Исполнитель гимна города Йошкар-Ола.
Исполнитель неофициального гимна города Колпино: «Течёт река Ижора».
Записал оба вокальных цикла Ф. Шуберта: «Прекрасная мельничиха» и «Зимний путь» (текст в переводе на русский язык).

## Видеоклипы
- 1966 — «Вокализ»
- 1998 — «Человек из дома вышел»
- 2003 — «Я стану капитаном»
- 2003 — «6 соток»
- 2003 — «Зовут нас звёзды!»

## Фильмография
- 1961 — В трудный час — вокал («Баллада о солдате»)
- 1962 — Черёмушки — вокал
- 1963 — Два воскресенья — вокал («Голубые города»)
- 1964 — Весеннее настроение (фильм-спектакль)
- 1964 — Когда песня не кончается — исполнитель песни «Такие ночи» в дуэте с Майей Кристалинской
- 1965 — Рано утром — вокал («Когда мы выходим в дорогу с тобой..»)
- 1965 — Таёжный десант — вокал («Мы пришли с тобой в тайгу…»)
- 1965 — В первый час — камео
- 1965 — Давайте знакомиться: месяц Май — певец
- 1966 — Товарищ песня (киноальманах) — вокал («Я люблю тебя»)
- 1967 — Хроника пикирующего бомбардировщика — вокал (нет в титрах)
- 1968 — Удар! Ещё удар! — вокал («Гол в свои ворота»)
- 1968 — Город и песня — певец
- 1969 — Похищение — камео
- 1970 — Смерти нет, ребята — вокал
- 1974 — Я служу на границе — вокал («Гроза от нас уходит вспять»)
- 1974 — Эдуард Хиль (документальный фильм, режиссёр — Марина Голдовская)
- 1974 — Песня остаётся с человеком (Документальный фильм о творчестве Аркадия Островского) — певец
- 1975 — Я — Водолаз 2 — вокал («Как хорошо быть генералом»)
- 1977 — Фронт за линией фронта — вокал («А туман на луга ложится»)
- 1978 — Рыцарь из Княж-городка — вокал («Когда утихнут бои», «Однажды настанет день»)
- 1979 — Баллада о спорте
- 1981 — Кольцо из Амстердама — вокал («Море не кончается нигде»)
- 1981 — Семь счастливых нот — камео
- 1981 — Спасибо за нелётную погоду — камео
- 1981 — Факты минувшего дня — вокал («Планету оборудуем на совесть»)
- 1981 — Город встречает друзей (фильм-спектакль)
- 1983 — Водитель автобуса — вокал («Дорожная песня»)
- 1985 — Голубые города (фильм-концерт, на музыку А. Петрова)
- 2004 — Ятинсотэстс — директор клуба
- 2009 — Любовь к отеческим домам — житель Толстовского дома
- 2011 — Безразличие — вокал
- 2011 — Анна Герман. Эхо любви
- 2011 — Смешарики. Начало — вокал

## Признание и награды
Государственные награды:
- Заслуженный артист РСФСР (1968)[26]

Церемония награждения Орденом «За заслуги перед Отечеством» IV степени. Москва, Кремль, 2 ноября 2009 года

- орден Трудового Красного Знамени (1971)[26]
- Народный артист РСФСР (1974)[2]
- Премия Ленинского комсомола (1976)[2]
- орден Дружбы народов (1981)[26]
- орден «За заслуги перед Отечеством» 4 степени (4 сентября 2009)

Другие награды, премии, поощрения и общественное признание:
- Лауреат второго Всероссийского конкурса артистов эстрады (1962)
- Вторая премия международного фестиваля эстрадной песни в Сопоте (1965)[2]
- Приз Утёсова
- Премия «Степной волк» в номинации «интернет» (13 июня 2010)
- Премия «Золотой граммофон» за песню «Я очень рад, ведь я, наконец, возвращаюсь домой» (26 ноября 2011)
- Международная премия «Балтийская звезда» в номинации «Память» (2012, посмертно)[27]

## Память

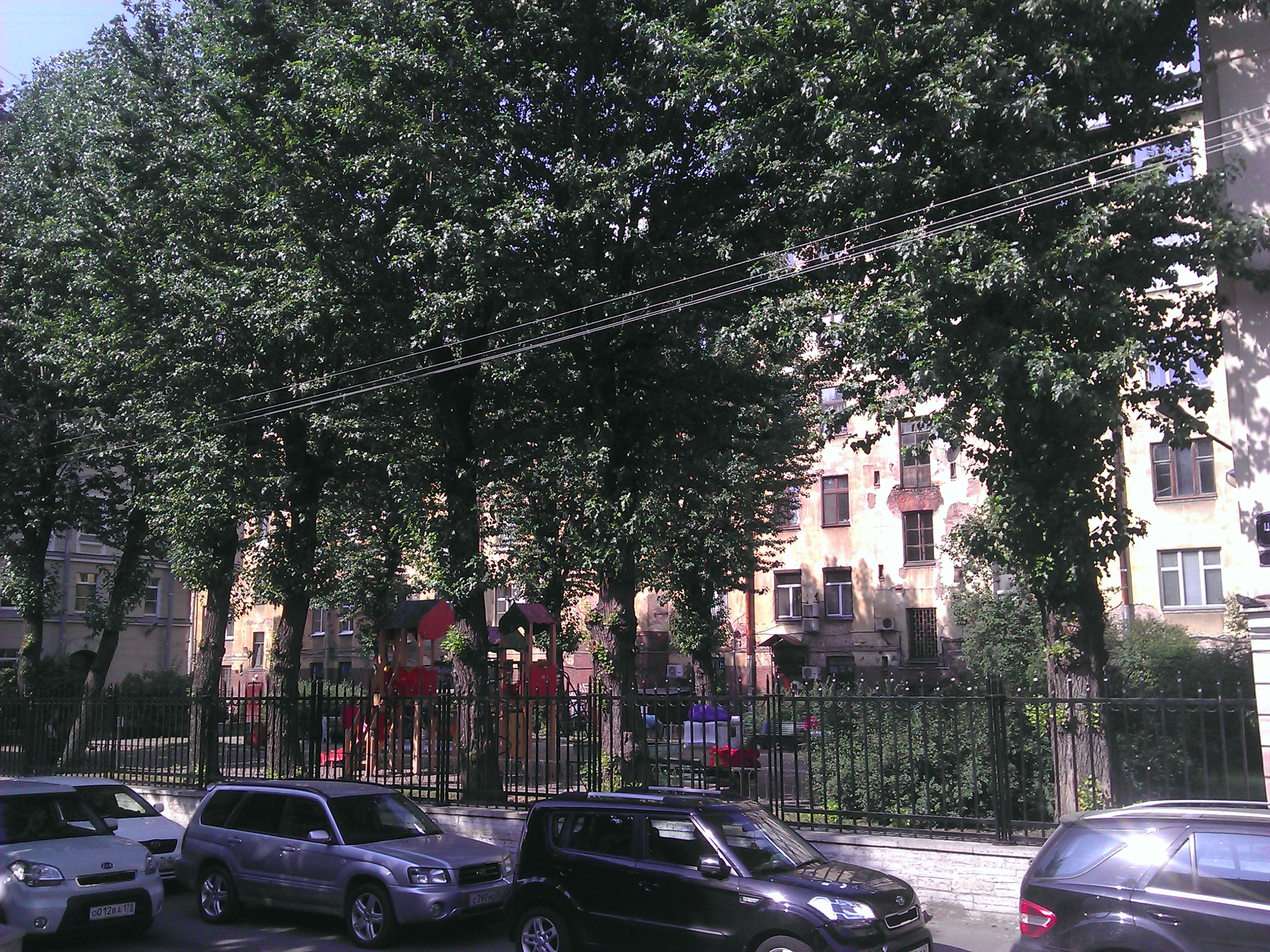
Сквер Эдуарда Хиля в Санкт-Петербурге

В 2013 году зелёная зона в Щербаковом переулке в Санкт-Петербурге по инициативе ТСЖ «Толстовский дом» была названа сквером Эдуарда Хиля. В этот сквер выходит фасад Толстовского дома, в котором жил Хиль почти треть века. Название скверу присвоено 1 марта 2013 года.
21 июня 2013 года в Концертном зале у Финляндского (г. Санкт-Петербург) состоялся V Международный военно-патриотический Фестиваль авторской песни «Наши песни Войны и Победы», посвящённый творчеству Эдуарда Хиля. Во время проведения Фестиваля, с согласия сына артиста Дмитрия Хиля, Фестивалю присвоено имя Эдуарда Хиля.
2 сентября 2013 года на здании школы № 27 в Смоленске, в которой учился Хиль, установлена памятная доска.
Творчеству и памяти певца посвящены документальные фильмы и телепередачи:
- 2004 — К 70-летию Эдуарда Хиля «Нет трагедии для оптимиста» (документальный)
- 2009 — Синее море… белый пароход… Валерия Гаврилина (документальный)
- 2009 — Эдуард Хиль. Возвращение (документальный)
- 2009 — «Эдуард Хиль. „Сто хитов короля эстрады“» («Первый канал»)[31]
- 2012 — Эдуард Хиль. Последняя тайна (документальный)
- 2013 — «Эдуард Хиль. „Короли не уходят“» («ТВ Центр»)[32]
- 2014 — «Эдуард Хиль. „Обнимая небо…“» («Первый канал»)[33][34]
- 2016 — «Эдуард Хиль. „Последний день“» («Звезда»)[35]
- 2017 — «Эдуард Хиль. „Легенды музыки“» («Звезда»)[36]
- 2019 — «Эдуард Хиль. „Рождённые в СССР“» («Мир»)[37]
- 2019 — «Эдуард Хиль. „Через годы, через расстояния…“» («Первый канал»)[38][39]